# Szovjet radioizotópos világítótornyok

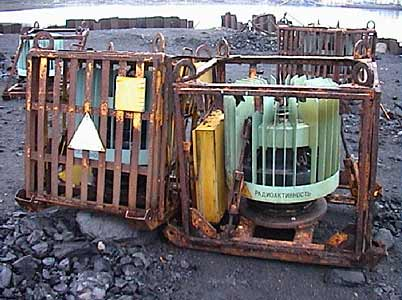
Beta–M típusú radioizotópos termoelektromos generátorok a Kola-félszigeten

A szovjet radioizotópos világítótornyok az 1970-es évektől a volt Szovjetunió északi és balti tengerpartjain telepített automatikus navigációs eszközök, amelyek fény- és rádiójelekkel segítették a hajózást, és amelyeknek az energiaellátását radioizotópos termoelektromos generátorok (RTG-k) biztosították. A világítótornyok mára elavultak (a navigációt ma már a GPS, illetve az orosz GLONASZSZ rendszer segíti), a berendezések karbantartás hiányában tönkrementek, illetve alkatrészeiket ellopták. Az RTG-kben lévő radioaktív stroncium sok helyen környezeti károkat okozott, illetve károsította a sugárzó anyaggal érintkezésbe lépett emberek egészségét. Emiatt több nemzetközi program szerveződött az eszközök leszerelésére és ártalmatlanítására, illetve veszélytelenebb, napelemes eszközökkel való felváltására.

## Történeti háttér
Oroszország északi tengerpartja több ezer kilométer hosszú és nagy része az északi sarkkörön túl található.  Ez az északkeleti átjáró (oroszul Северный морской путь, azaz „északi tengeri út”), melynek egy része csak két hónapig mentes az egybefüggő jégtől.
Az északkeleti átjáró az 1960-as években paranoid és a világtól elszigetelődött Szovjetunió számára felértékelődött. A jégtörők megépítése a hajózást technikailag lehetővé tette, de a tájékozódás továbbra is komoly probléma maradt. Napjainkban a műholdas GPS rendszerekkel ez nem okoz gondot, de abban az időben egyrészt ez a rendszer még nem létezett, másrészt az USA hadseregének irányítása alatt valósult meg, tehát ha korábban jön létre, a szovjet hadvezetés valószínűleg akkor sem bízott volna benne. Az 1970-es években a Szovjetunió Kommunista Pártja ezért úgy döntött, hogy a partvonal mentén egy világítótorony-láncot kell kiépíteni.
A tornyoknak teljesen önállóan és önellátó módon kellett működniük, mivel a lakott területektől több száz kilométer távolságra estek. A rendszer tervezői az atomenergia felhasználása mellett döntöttek. A speciális célnak megfelelő, kisméretű radioizotópos termoelektromos generátos (RTG) technológiája akkoriban már rendelkezésre állt.
A beépítésre került RTG-k villamos teljesítménye 10–120 watt között volt, a világítótoronyba telepített technika energiaigényétől függően. A termelt villamos energiát akkumulátor-telepekkel tárolták. Nagyjából 1000 db ilyen nukleáris áramfejlesztővel szerelték fel a gyorsan kiépített világítótorony-láncot és a tornyokat kiegészítő jelzőbójákat.
Ezek a tornyok – megelőzve a korukat – egyfajta robot-világítótoronyként működtek, a sötétségben automatikusan felkapcsolták a világítást és a hajók rádiójeleire is válaszoltak. A rendszer megbízható üzemidejét 10 évre tervezték (tehát a berendezések élettartama 1980-1990 körül lejárt).
A Szovjetunió felbomlása után a rendszer még működött egy darabig, majd – karbantartás hiányában – leállt. A 2000-es évek eleje óta külföldi támogatással program kezdődött a radioizotópos generátorok napelemekre történő cserélésére, ez volt az ún. „Baltic RTG” program.
Az „eltávolító program” azonban túl későn indult, több helyen már nem találták meg az RTG-ket. A fosztogatók nem kímélték a rendszert, elvittek minden mozdíthatót. A „sugárveszély” táblák jelzéseit figyelmen kívül hagyva a radioizotópos generátorokat is magukkal hurcolták – néhányan a lopásba bele is haltak.

## Az RTG-k működése
Az RTG két technológiai részegységből épül fel: a radioizotópos hőforrásból és a hőt villamos energiává átalakító technológiai modulból.
Az RTG-kben fűtőanyagként stroncium-90 (90Sr) nevű radioaktív anyagot alkalmaztak. A radioaktív és erős béta-sugárzó stroncium-90 felezési ideje 29,1 év. A béta-bomlás eredményeként a szintén sugárzó ittrium-90 (90Y) keletkezik belőle, közben a bomlási energiája 0,546 MeV.
A stroncium-90 fűtőanyagot (RHS-90) stroncium-titanát (SrTiO3) formában, kétrétegű kapszulában, hermetikusan lezárják. Az RTG burkolatát rozsdamentes acélból, alumíniumból és ólomból úgy képezték ki, hogy fizikai behatásoknak ellenálljon és a sugárzási szint az egység burkolatán nem haladhatja meg a 2 mSv/h-t, illetve egy méter távolságban a 0,1 mSv/h-t.
A gyártás időpontjában az RHS-90 egységek radioaktív aktivitása 35–510 kCi között mozgott.  A védőburkolat nélküli RHS-90 egységek gamma-sugárzása fél méterre 4-8 Sv/h, egy méter távolságra 1-2 Sv/h sugárdózis szintet érhet el. Az RHS-90 bomlási folyamatai révén nagyjából 900 év alatt éri el a biztonságos radioaktivitás szintjét.

### A Szovjetunió öröksége
A Szovjetuniótól megörökölt RTG-k felügyeleti jogán Oroszországban az Orosz Védelmi Minisztérium, a Közlekedési Minisztérium és a Szövetségi Hidrometeorológiai Szolgálat (Roszgidromet) osztozott. Az orosz nukleáris felügyeleti szervek (Goszatomnadzor, 2004-től Rosztyehnadzor) teljes mértékben csak a Közlekedési Minisztérium berendezéseit tudták ellenőrizni, a többi szervezetnél az RTG-k katonai felhasználása okán csak elvileg volt ellenőrzési jogkörük.
Az RTG-ket tervező moszkvai Műszaki-fizikai és Automatizálási Tudományos Kutatóintézet (VNIITFA) szakemberei felismerve az RTG-k kritikus állapotát, magukra vállalták a helyzet rendezésének szinte lehetetlen feladatát. Figyelmeztették a kormányzatot, hogy az RTG-k üzemideje lejárt, és megkísérelték felmérni a helyzetet.
Megállapodást kötöttek a Közlekedési Minisztériummal, és 2001-ben és 2002-ben felmérték 104 RTG állapotát (melyeknek ismerte a helyszínét a minisztérium). A Rosztyehnadzor is vizsgálatokat kezdeményezett a távol-keleti térségben, és ezeknek eredményét egy 2003-as jelentésében tette közzé.

### Elhagyott RTG-k az Orosz Távol-Keleten

#### Csukcsföld
Salaurov-sziget: A sugárzási szint több mint 30-szorosa a megengedettnek. A RTG elhagyott és ellenőrizetlen.
Ohotnicsij-fok: Az RTG elveszett a homokban az árapály idején. A balesetet a kezelőszemélyzet hozzá nem értése okozta.
Szerdce-Kameny(-fok): Az RTG egy száz méter mély szakadék szélétől 3 méterre lett telepítve, a szakadék szélén repedések húzódnak.
Nuneangan-sziget: A sugárzási szint több mint ötszöröse a megengedettnek. Tervezési hiba a sugárzás oka.
Csaplin-fok: Az RTG alsó részéről hiányzik a borítás, a sugárzási szint több mint huszonötszöröse a megengedettnek.
Csekkul-sziget: A sugárzási szint az RTG-től egy méterre 35%-kal magasabb a megengedettnél.
Salaurova Izba(-fok): A sugárzási szint az RTG-től egy méterre 80%-kal magasabb a megengedettnél.

#### Jakutföld
Kondratyjev-fok: két Gong típusú RTG süllyedt 20 méter mélyen a permafrosztba.
Makar-fok: A sugárzási szint meghibásodás miatt tízszer magasabb a megengedettnél.

### RTG balesetek az egykori Szovjetunió területén
A balesetek nagy része bizonyíthatóan is kapcsolatba hozható a gazdátlan világítótornyok kifosztásával.
1978, Pulkovói repülőtér, Leningrád (ma Szentpétervár): Használt RTG-ket szállítottak sugárzás-védett konténerek nélkül.
1983, Nutegvi-lagúna, Csukcsföld: Egy RTG megsérült egy közlekedési balesetben. Az esetet megpróbálták eltitkolni.
1987, Nyizkij-fok, Szahalini terület: Egy 2,5 tonnás IEU-1 RTG ejtettek helikopterről az Ohotszki-tengerbe. Ez a berendezés azóta nem került elő.
1997, Dusanbe, Tádzsikisztán: Három elavult RTG-t tároltak egy széntároló udvaron. A háttér gamma-sugárzás a környéken (a fővárosban) jelentősen megemelkedett. Tádzsikisztán kapcsolata Oroszországgal akkor és azóta sem felhőtlen, ez a 3 RTG eltűnt.
1997, Mária-fok, Szahalini terület: Egy 2,5 tonnás IEU-1 RTG ejtettek a tengerbe.
1998, Korszakov kikötő, Szahalini terület: Roncstelepen találtak egy szétbontott RTG-t.
1999, Leningrádi terület: a lopás helyszínétől 50 km-re Kingiszepp város buszmegállójában hagyták a védőburkolat nélküli RHS-t, ami 1000 R/h-val (~8,8 Sv/h) sugárzott. A rendőrség által a lopással gyanúsított három tolvaj rövid időn belül sugárbetegségben meghalt.
2000, Baranyika(-fok), Csukcsföld: Sérült RTG
2001, Kandalaksai-öböl, Murmanszki terület: 3 RTG-t loptak el, de mindhárom meglett.
2002, Lia falu, Nyugat-Grúzia: Három pásztoron sugárbetegség nyomait találták. Nem sokkal később néhány RTG került elő egy közeli erdőből, abból a 8 darabból, amit Grúzia kapott a szovjet időkben.
2003-ban a GAN a Navarin-öbölben talált egy megrongált RTG-t, a generátor felszínén az ún. expozíciós dózis 15 R/h (~0,13 Sv/h) volt. A következő, 2004-es vizsgálat már 87 R/h (~0,76 Sv/h) értéket állapított meg, és rögzítették a tényt, hogy stroncium-90 szivárgott a környezetbe, holott a VNIITFA szakértői kijelentették, hogy ez csak akkor lenne lehetséges, ha az RHS-90 kapszulát robbanás érte volna.
Az RTG-n valószínűleg „csak” egy terepjáróval gázoltak át, és ettől a hőcserélője megsérült, a hőmérséklete meghaladta a 800 °C-t és ez okozhatta a burkolat repedését és a szivárgást. A figyelmeztető plakátok ellenére a helyiek és az állatok is közel mentek a sérült RTG-hez, melegedni.
2003, Kola-öböl, Poljarnij: A Vízrajzi Szolgálat 2003. november 12-én a navigációs berendezéseket ellenőrizte a Kola-öbölben, nem messze az azóta már elhagyott haditengerészeti várostól, Poljarnijtól. Az Olenyja-öböl partján találtak egy sérült béta-M típusú RTG-t, majd másnap, onnan nem messze, a Juzsnij Gorjacsinszkij szigeten egy másikat is. Mindkét esetben a tolvajok az RTG-ket szétbontották, a sugárzó RHS-eket a vízbe dobták.
A Szövetségi Biztonsági Szolgálat (FSZB) a rendőrséggel nyomozásba kezdett, és az RTG-k többi alkatrészeit is megtalálták egy roncstelepen. Az alkatrészek és főleg az RHS komoly sugárterhelésnek tették ki a lakókat, akár évek óta, hiszen az ellenőrzések itt sem voltak túl gyakoriak.
2003-ban, szintén fémtolvajok rongálták meg a Balti-tengeren, a Pihliszaar-fokon található világítótornyot, a Kurgalszkij félszigeten. Az RTG-t a befagyott öbölben hagyták, 200 méterre a toronytól. Az RTG átolvadt a jégen, és az öböl vizébe süllyedt, de a felszínen a gamma-sugárzás mértéke így is meghaladta a 0,3 Sv/h értéket.
Egy – az RTG-khez nem értő – céget bíztak meg az elsüllyedt kapszula ártalmatlanításával. Ők lapátok és vasvillák segítségével emelték ki a sérült és sugárzó RHS-t, majd szánon szállították el a helyszínről a telephelyükre, ahol további három hónapig tárolták – szerencsére már az eredeti RTG tartályban.

### A „Baltic RTG” program
2007-ben a Grigorjev-féle 2008-as Intézkedési tervben még csak 582 db RTG szerepelt, ez a tervezet szolgált a RTG csereprogram alapjául. Már ez a terv is megemlékezik egy szállítás közben eltűnt, a Szahalin környékén elsüllyedt RTG-ről.
A tervek szerint a begyűjtött RTG-ket 3 fő útvonalon (Vlagyivosztok, Arhangelszk, Murmanszk) szállították a Majak üzembe, ahol kiégett fűtőanyagukat, a stroncium-90-et letárolták.
Az egységeket 2008-ban feltérképezték és nemzetközi együttműködés keretében megkezdték napelemekkel való kiváltásukat.
A „Baltic RTG” program megkezdését különösen Norvégia és Finnország sürgette, miután észlelték, hogy a gyenge felügyeletnek köszönhetően fémtolvajok megkezdték a nukleáris világítótornyok szétbontását, és a reaktorokat vagy hulladékfém-gyűjtőkbe hurcolták, vagy csak valahol a helyszínen hagyták.
Az RTG-k fűtőanyagát „piszkos bombákhoz” is fel lehetett volna használni, és ez a fenyegetés is alátámasztotta a begyűjtés szükségességét.
Végül az eredetileg betervezett 582 db RTG helyett majdnem ennek a mennyiségnek a kétszerese, 1007 db RTG került leszerelésre, és (2012-es adat szerint) még 119 db maradt a helyén, főleg a távoli sarkvidéki területeken. A Baltic RTG program eddigi számlája (szintén 2012-es adat) 13 millió euró.
A Tajmír-félszigeten található 56 darab RTG-t 2013-ban terveztek ártalmatlanítani.
Négy darab berendezés az Antarktiszon található; kettő a „Mologyozsnaja“ állomáson, és egy-egy a „Novolazarevszkaja” és a „Dome-B” környékén. Ezek begyűjtését 2014-ben terveztek megvalósítani.